# 三井高弘
三井 高弘（みつい たかひろ、1849年4月29日（嘉永2年4月7日） - 1919年（大正8年）9月30日）は、日本の実業家、男爵。茶人。三井物産社長や、三井合名業務執行社員、日本美術協会副会頭等を務めた。三井南家8代当主・三井八郎次郎。別名に宗光、寿之助、子毅、子業、維石、静養、真清水、真清水能舎、寿香菴有芳、松堂、如竹、蘭室、猗蘭室、謙斎、松籟、清芬館、松風、松風菴、長生荘、香恵斎、香恵書屋、逢積庵、昨非庵、無味庵、秋日庵、南楼。

## 人物・経歴
京都出身。三井高福の四男。のち三井高愛の養子となり、1872年に三井八郎次郎を襲名。1879年第一国立銀行取締役。1894年三井鉱山理事。1901年三井物産社長。1909年三井合名業務執行社員。1911年8月25日に男爵を叙爵。1914年シーメンス事件を受けて引責辞任した。
茶の湯・美術愛好家としても知られ、松籟と号した。1898年（明治31年）、松浦詮(心月庵）が在京の華族､知名士等と設立した輪番茶事グループ「和敬会」の会員となる。会員は、青地幾次郎（湛海）・石黒忠悳（况翁）・伊藤雋吉（宗幽）・伊東祐麿（玄遠）・岩見鑑造（葎叟）・岡崎惟素（淵冲）・金澤三右衛門（蒼夫）・戸塚文海（市隠）・東胤城（素雲）・東久世通禧（古帆）・久松勝成（忍叟）・松浦恒（無塵）・三田葆光（櫨園）・安田善次郎（松翁）の以上16人（後に益田孝（鈍翁）、高橋義雄（箒庵）が入会）で、世に「十六羅漢」と呼ばれた。
1919年には日本美術協会副会頭に就任したが、同年死亡した。

## 親族
- 三井高尚は弟[3][4]。
- 前妻レンは三井高満の娘。高満は三井高祐（三井北家6代、10代三井八郎右衛門）の子で[11]、三井新町家6代当主となり、12代三井八郎右衛門を襲名した。別名に宗温、五十松、源右衛門、金蔵、元之助、八郎兵衛、則兵衛がある[2]。
  - 長男は三井高徳。
- 後妻照子は伯爵・伊達宗城の娘で子爵・水野忠弘の元妻[5]。
  - 娘らの夫に鳥居忠一（鳥居忠文長男）、白木屋4代社長大村彦一郎。
  - 息子の新井高善（1896-1950）は大正海上火災保険取締役。子爵・牧野康強の養子となったが、のち離縁。岳父に有馬頼多（男爵有馬頼萬八男）。
  - 息子の牧野健之助は牧野忠良の娘婿。養子に二条正麿の四男・博基。